# Хака (град)
Хака (шп. Jaca) град је у Шпанији, регија Арагон. Налази се у североистосточном делу земље, веома близу границе Шпаније и Француске, и окружен Пиринејским веначним планинама у провинцији Уеска. Лежи на Арагонској реци, у његовој близини се налазе два средњовековна града. Његов географски положај је одређен следећим координатама 40°00'31” северне географске ширине, и 3°09'09” западне географске дужине.
Град Хака је био домаћин 17. Универзијаде 1995. године. Ово место је такође конкурисало да буде домаћин Зимсих Олимпијских игара 1998, 2002, 2014. године.

## Географија
Лежи на надморској висини од 1820—1933 m. Те је стога клима овог региона планинска, али се осећају и утицаји Средоземног мора и Атлантског окена, просечна годишња температура износи 15°C.
Тло Арагоније на коме се Хака налази је настало набирањем и оно је веначно. Вегетацију чине оранице и баште, пашњаци и макије као и шуме (48%) 

## Становништво
| 1981.  | 1991.  |
| ------ | ------ |
| 13.771 | 14.426 |

Становништво овог града чине Шпанци (Арагонци) 56%, Каталонци 28,25%, Французи 7,86% и други око 7,9%.

## Привреда
Ово место своју привреду заснива пре свега на туризму и то зимском, те је стога поред разних Француских бања и Андоре ла Веље најпознатији и најтраженији туристички центар у Пиринејима. Храст китњак је обележје града Хаке. Сезона борбе са биковима (кориде) традиционално се отварају у Хаки, граду бикова.

## Партнерски градови
- Елче
- Алмерија
- Oloron-Sainte-Marie